# Bob Baffert
Robert A. "Bob" Baffert, född 13 januari 1953, är en amerikansk galopptränare. Han är en av nordamerikansk galoppsports mest framgångsrika profiler. Han har bland annat tränat hästarna American Pharoah och Justify (som båda vann Triple Crown, 2015 respektive 2018). Baffert har segrat i Kentucky Derby sju gånger, Preakness Stakes sju gånger, Belmont Stakes tre gånger och Kentucky Oaks tre gånger.

## Karriär
Baffert växte upp på en ranch i Nogales, Arizona, där hans familj födde upp nötkreatur och kycklingar. Vid 10 års ålder köpte hans far ett par quarterhästar som han tränade på dirttrack. Då Baffert var tonåring arbetade han som jockey på olagliga quarterhästlopp i utkanten av Nogales. Han började senare att arbeta på lagliga banor och tog sin första seger 1970, då han var 17 år gammal.
Baffert läste Race Track Industry programmet på University of Arizona, och tog därifrån en kandidatexamen. Han gifte sig och började att träna quarterhästar på en gård i Prescott, Arizona. Vid 20 års ålder hade han arbetat upp ett gott rykte som hästtränare, och anlitades även som förstetränare av andra tränare.
Baffert flyttade under 1980-talet till Kalifornien, och arbetade på Los Alamitos Race Course, där han 1991 började träna engelska fullblod på heltid. Han tog sin första storloppsseger 1992, då han segrade i Breeders' Cup Sprint med hästen Thirty Slews.

### Privatliv
Baffert har fem barn, fyra från hans första äktenskap med Sherry: Taylor, Canyon, Forest och Savannah. Han gifte sig med sin andra fru, Jill, 2002. 2004 fick paret en son med namnet "Bode", döpt efter skidåkaren Bode Miller. Baffert och hans familj bor i Kalifornien.
2012 överlevde Baffert en hjärtinfarkt som han fick under tiden som hans hästar tävlade på Meydan Racecourse i Dubai.

## Pallplaceringar i Triple Crown-löp
| Kentucky Derby - 1996 - Cavonnier (2:a) - 1997 - Silver Charm (1:a) - 1998 - Real Quiet (1:a) - 1998 - Indian Charlie (3:a) - 2001 - Congaree (3:a) - 2002 - War Emblem (1:a) - 2009 - Pioneerof The Nile (2:a) - 2012 - Bodemeister (2:a) - 2015 - Dortmund (3:a) - 2015 - American Pharoah (1:a) ✝ - 2018 - Justify (1:a)✝ - 2020 - Authentic (1:a) - 2021 - Medina Spirit (1:a, men diskvalificerades senare) | Preakness Stakes - 1997 - Silver Charm (1:a) - 1998 - Real Quiet (1:a) - 2001 - Point Given (1:a) - 2001 - Congaree (3:a) - 2002 - War Emblem (1:a) - 2010 - Lookin At Lucky (1:a) - 2012 - Bodemeister (2:a) - 2015 - American Pharoah (1:a) ✝ - 2018 - Justify (1:a)✝ - 2020 - Authentic (2:a) | Belmont Stakes - 1997 - Silver Charm (2:a) - 1998 - Real Quiet (2:a) - 2001 - Point Given (1:a) - 2012 - Paynter (2:a) - 2015 - American Pharoah (1:a) ✝ - 2018 - Justify (1:a)✝ |

- ✝ - vann Triple Crown.

## Dopningsskandaler
Till maj 2021 har 31 av Bafferts hästar testat positivt för dopingklassade substanser, allt som allt över fyra decennier, varav fyra hästar under 2020. Bland annat testade Triple Crown-vinnaren Justify positivt för skopolamin efter att ha segrat i Santa Anita Derby 2018.. I ett liknande fall i Arkansas 2020, testade Bafferts hästar positivt för bedövningsmedlet lidokain. Fallet lades sedan ner då det klassats som en olycka, men delstaten Arkansas stängde av Baffert i 15 dagar.
I maj 2021 testade den nyblivne segraren av Kentucky Derby, Medina Spirit positivt för betametason. Den tillåtna nivån av betametason i kroppen får vara 10 picogram per milliliter blod, medan Medina Spirits nivåer uppmättes till 21 picogram. Kort därefter stängde Churchill Downs av Baffert från banan under ett halvår, i väntan på utredningens resultat. Även NYTA, New York Trotting Association, stängde av Baffert under utredningen, vilket innebar att Medina Spirit miste chansen att segra i Triple Crown-loppet Belmont Stakes. Den 2 juni 2021 stängde Churchill Downs av Baffert från all tävling på banan, fram till 2023 års vårmeetning. Den 1 februari 2022 meddelades det att Medina Spirit diskvalificerades, och segern istället gick till Mandaloun.